# Ievguenia Rodina
Ievguenia Sergueïevna Rodina (russe : Евгения Сергеевна Родина), née le 4 février 1989 à Moscou, est une joueuse de tennis russe, professionnelle depuis 2005.

## Carrière
Ievguenia Rodina a remporté l'Open d'Australie junior en double en 2007 avec Arina Rodionova.
Elle a accouché d'une fille en novembre 2012 puis a repris sa carrière en août 2013.
En juillet 2018, lors du tournoi de Wimbledon, alors classée 120e mondiale et issue des qualifications, elle parvient à se hisser jusqu'au 4e tour en éliminant notamment Madison Keys (tête de série no 10) lors du 3e tour. Elle signe ici sa meilleure performance en Grand Chelem. Elle est battue par Serena Williams.
Inactive depuis juin 2019 et bénéficiant d'un classement protégé, elle signe son retour sur le circuit en 2022 par une victoire contre la tête de série no 27 de l'US Open Martina Trevisan. Elle s'incline au deuxième tour contre Ajla Tomljanović.
En 2023, elle parvient à passer le 1er tour de chacun des deux tournois WTA1000 de la tournée américaine de printemps, Indian Wells et Miami.
Elle détient 13 titres sur le circuit ITF en simple et six en double.

## Palmarès

### Titre en double dames
Aucun

### Finale en double dames
| No | Date       | Nom et lieu du tournoi     | Catégorie | Dotation  | Surface      | Vainqueures                   | Partenaire  | Score            |          |
| -- | ---------- | -------------------------- | --------- | --------- | ------------ | ----------------------------- | ----------- | ---------------- | -------- |
| 1  | 11-07-2016 | Ladies Championship Gstaad | Intern'l  | 250 000 $ | Terre (ext.) | Lara Arruabarrena Xenia Knoll | Annika Beck | 6-1, 3-6, [10-8] | Parcours |

### Titre en simple en WTA 125
| No | Date       | Nom et lieu du tournoi    | Catégorie | Dotation  | Surface         | Finaliste      | Score    |          |
| -- | ---------- | ------------------------- | --------- | --------- | --------------- | -------------- | -------- | -------- |
| 1  | 14-11-2016 | Taipei Challenger, Taipei | WTA 125   | 125 000 $ | Moquette (int.) | Chang Kai-chen | 6-4, 6-3 | Parcours |

### Finale en simple en WTA 125
| No | Date       | Nom et lieu du tournoi   | Catégorie | Dotation  | Surface    | Vainqueure            | Score    |          |
| -- | ---------- | ------------------------ | --------- | --------- | ---------- | --------------------- | -------- | -------- |
| 1  | 05-11-2018 | Open de Limoges, Limoges | WTA 125   | 125 000 $ | Dur (int.) | Ekaterina Alexandrova | 6-2, 6-2 | Parcours |

### Titre en double en WTA 125
| No | Date       | Nom et lieu du tournoi                | Catégorie | Dotation  | Surface    | Partenaire        | Finalistes                       | Score     |          |
| -- | ---------- | ------------------------------------- | --------- | --------- | ---------- | ----------------- | -------------------------------- | --------- | -------- |
| 1  | 25-02-2019 | Oracle Challenger Series Indian Wells | WTA 125   | 150 000 $ | Dur (ext.) | Kristýna Plíšková | Taylor Townsend Yanina Wickmayer | 7-67, 6-4 | Parcours |

## Parcours en Grand Chelem

### En simple dames
| Année | Open d'Australie | Open d'Australie         | Internationaux de France | Internationaux de France | Wimbledon       | Wimbledon          | US Open         | US Open            |
| ----- | ---------------- | ------------------------ | ------------------------ | ------------------------ | --------------- | ------------------ | --------------- | ------------------ |
| 2007  | Q2               | Bethanie Mattek          | Q2                       | Akgul Amanmuradova       | Q2              | Olga Govortsova    | Q3              | Olivia Sanchez     |
| 2008  | Q1               | Junri Namigata           | 1er tour (1/64)          | Maria Sharapova          | 3e tour (1/16)  | Anna Chakvetadze   | 1er tour (1/64) | Hsieh Su-wei       |
| 2009  | Q1               | Julia Schruff            | Q3                       | Petra Martić             | Q2              | Darya Kustova      | Q2              | Eva Hrdinová       |
| 2010  | 1er tour (1/64)  | M.J. Martínez            | Q3                       | Ksenia Pervak            | Q2              | B. García Vidagany | Q3              | Tamira Paszek      |
| 2011  | 2e tour (1/32)   | Li Na                    | 1er tour (1/64)          | I. Kuryanovich           | 2e tour (1/32)  | Flavia Pennetta    | 1er tour (1/64) | Petra Cetkovská    |
| 2012  | 1er tour (1/64)  | Lucie Hradecká           | —                        | —                        | —               | —                  | —               | —                  |
|       |                  |                          |                          |                          |                 |                    |                 |                    |
| 2014  | —                | —                        | —                        | —                        | —               | —                  | Q1              | Wang Qiang         |
| 2015  | 1er tour (1/64)  | Karolína Plíšková        | 1er tour (1/64)          | Simona Halep             | 2e tour (1/32)  | Jelena Janković    | 2e tour (1/32)  | Samantha Stosur    |
| 2016  | 1er tour (1/64)  | Aliaksandra Sasnovich    | Q1                       | İpek Soylu               | 2e tour (1/32)  | Barbora Strýcová   | 2e tour (1/32)  | Dominika Cibulková |
| 2017  | 1er tour (1/64)  | Anastasia Pavlyuchenkova | 1er tour (1/64)          | Bethanie Mattek-Sands    | 1er tour (1/64) | Karolína Plíšková  | 2e tour (1/32)  | Elina Svitolina    |
| 2018  | Q2               | Viktoriya Tomova         | Q3                       | Francesca Schiavone      | 4e tour (1/8)   | Serena Williams    | 1er tour (1/64) | Sloane Stephens    |
| 2019  | 1er tour (1/64)  | Markéta Vondroušová      | 1er tour (1/64)          | Madison Keys             | —               | —                  | —               | —                  |
|       |                  |                          |                          |                          |                 |                    |                 |                    |
| 2022  | —                | —                        | —                        | —                        | —               | —                  | 2e tour (1/32)  | Ajla Tomljanović   |
| 2023  | 1er tour (1/64)  | Katie Volynets           |                          |                          |                 |                    |                 |                    |

N.B. : à droite du résultat se trouve le nom de l'ultime adversaire.

### En double dames
| Année | Open d'Australie           | Open d'Australie     | Internationaux de France     | Internationaux de France  | Wimbledon                        | Wimbledon                   | US Open                    | US Open               |
| ----- | -------------------------- | -------------------- | ---------------------------- | ------------------------- | -------------------------------- | --------------------------- | -------------------------- | --------------------- |
| 2008  | —                          | —                    | —                            | —                         | —                                | —                           | 2e tour (1/16) Likhovtseva | Raquel Kops A. Spears |
| 2009  | —                          | —                    | —                            | —                         | —                                | —                           | —                          | —                     |
| 2010  | —                          | —                    | —                            | —                         | —                                | —                           | —                          | —                     |
| 2011  | —                          | —                    | —                            | —                         | 2e tour (1/16) S. Lefèvre        | S. Cîrstea Ayumi Morita     | —                          | —                     |
| 2012  | —                          | —                    | —                            | —                         | —                                | —                           | —                          | —                     |
| 2013  | —                          | —                    | —                            | —                         | —                                | —                           | —                          | —                     |
| 2014  | —                          | —                    | —                            | —                         | —                                | —                           | —                          | —                     |
| 2015  | —                          | —                    | —                            | —                         | 1er tour (1/32) E. Kulichkova    | Anabel Medina Arantxa Parra | —                          | —                     |
| 2016  | —                          | —                    | —                            | —                         | —                                | —                           | —                          | —                     |
| 2017  | —                          | —                    | 1er tour (1/32) V. Lepchenko | Duan Ying-Ying Peng Shuai | 1er tour (1/32) N. Vikhlyantseva | Shuko Aoyama Yang Zhaoxuan  | —                          | —                     |
| 2019  | 1er tour (1/32) L. Kumkhum | Alison Bai Zoe Hives | 1er tour (1/32) P. Hercog    | A. Rosolska Yang Zhaoxuan | —                                | —                           | —                          | —                     |

N.B. : le nom du ou de la partenaire se trouve sous le résultat ; le nom des ultimes adversaires se trouve à droite.

## Parcours en «Premier» et «WTA 1000»
Les tournois WTA « Premier Mandatory » et « Premier 5 » (entre 2009 et 2020) et WTA 1000 (à partir de 2021) constituent les catégories d'épreuves les plus prestigieuses, après les quatre levées du Grand Chelem.

### En simple dames
| Année |              | Premier Mandatory                  | Premier Mandatory         | Premier Mandatory | Premier Mandatory |       | Premier 5 | Premier 5 | Premier 5  | Premier 5 | Premier 5 | Premier 5 | Premier 5 |
| Année | Indian Wells | Miami                              | Madrid                    | Pékin             |                   | Dubaï | Rome      | Canada    | Cincinnati |           | Tokyo     |           |           |
| Année | Indian Wells | Miami                              | Madrid                    | Pékin             |                   | Doha  | Rome      | Canada    | Cincinnati |           | Wuhan     |           |           |
| Année | Indian Wells | Miami                              | Madrid                    | Pékin             | Guadalajara       |       | Rome      | Canada    | Cincinnati |           |           |           |           |
| 2008  |              | 3e tour (1/16) A. Medina Garrigues |                           |                   |                   |       |           |           |            |           |           |           |           |
| 2009  |              | 1er tour (1/64) V. Razzano         |                           |                   |                   |       |           |           |            |           |           |           |           |
| 2015  |              | 1er tour (1/64) K. Siniaková       | 1er tour (1/64) H. Watson |                   |                   |       |           |           |            |           |           |           |           |
| 2017  |              | 2e tour (1/32) C. Garcia           |                           |                   |                   |       |           |           |            |           |           |           |           |
| 2019  |              | 1er tour (1/64) M. Puig            | 1er tour (1/64) S. Stosur |                   |                   |       |           |           |            |           |           |           |           |
|       |              | WTA 1000                           |                           |                   |                   |       |           |           |            |           |           |           |           |
| 2023  |              | 2e tour (1/32) A. Sabalenka        | 2e tour (1/32) M. Linette |                   |                   |       |           |           |            |           |           |           |           |

Sous le résultat, l’ultime adversaire.

## Classements WTA en fin de saison
| Année          | 2004 | 2005 | 2006 | 2007 | 2008 | 2009 | 2010 | 2011 | 2012 | 2013 | 2014 | 2015 | 2016 | 2017 | 2018 | 2019 | 2020 | 2021 | 2022 | 2023 |
| Rang en simple | 1138 | 323  | 233  | 133  | 133  | 113  | 103  | 93   | 343  | 468  | 152  | 84   | 104  | 83   | 88   | 239  | 385  | –    | 450  | 434  |
| Rang en double | –    | 578  | 218  | 160  | 171  | 342  | 212  | 102  | 744  | 477  | 157  | 131  | 163  | 249  | 182  | 369  | 1220 | –    | 1285 | –    |

Source : (en) Classements de Ievguenia Rodina sur le site officiel de la Fédération internationale de tennis